# 411vm 30
411vm 30 je trideseta številka 411 video revije in je izšla maja 1998.

## Vsebina številke in glasbena podlaga
Glasbena podlaga je navedena v oklepajih.
- Chaos (Youth Brigade - I Hate my Life)
- Day in the life Ed Templeton (Various Artists - Blow me down)
- Profiles Geoff Rowley (Dag Nasty - Under your Influence)
- Wheels of fortune James Craig (Jurassic 5 - Concrete Schoolyard)
- Rookies Chad Bartie (The Amps - Dedicated)
- Preview Europe 1998 (Rob Dougan - Clubbed to Death)
- Industry Flip (Snuff - Arsehole)
- Road trip DC Euro Supertour, Blind v Kanadi (12 Jewelz - Crystalize, Various Artists - Big Top)

Glasba v zaslugah je Flys - Got You Where I Want You.